# Jelizaveta Golubevová
Jelizaveta Sergejevna Golubevová (rusky Елизавета Сергеевна Голубева; * 19. září 1996 Kolomna), rozená Kazelinová (rusky Казелина), je ruská rychlobruslařka. Její bratr, dvojče, Michail Kazelin je rovněž rychlobruslařem.
V roce 2012 startovala na Zimních olympijských hrách mládeže. Od podzimu toho roku pravidelně nastupovala ve Světovém poháru juniorů, na juniorských světových šampionátech debutovala roku 2014. V seniorském Světovém poháru závodí od roku 2015, na Mistrovství světa 2016 získala s ruským týmem ve stíhacím závodu družstev bronzovou medaili. Na Mistrovství Evropy 2018 vyhrála týmový sprint. Z MS 2019 si přivezla bronz ze závodu s hromadným startem a ze stíhacího závodu družstev a na světovém šampionátu 2020 vybojovala v závodě na 1500 m bronz. Z MS 2021 si přivezla bronzovou medaili z tratě 1000 m a ze stíhacího závodu družstev. Na Mistrovství Evropy 2022 získala bronzové medaile v závodě s hromadným startem a ve stíhacím závodě družstev. Startovala na ZOH 2022 (1500 m – 7. místo, hromadný start – 15. místo, stíhací závod družstev – 4. místo).
V dubnu 2020 se provdala za rychlobruslaře Kirilla Golubeva.